# Білл Рікер
Вільям (Білл) Едвін Рікер (англ. William Edwin Ricker; 11 серпня 1908, Вотердаун — 8 вересня 2001) — канадський зоолог і ентомолог. Відомий як один із основоположників науки про рибальство та автор моделі Рікера. Один із провідних фахівців із систематики веснянок.

## Життєпис
Народився 11 серпня 1908 року у Вотердауні в штаті Онтаріо (США). Батько був шкільним учителем.
1930 року закінчив Торонтський університет. 1931 року здобув магістерський, а 1936 року — докторський ступінь. 1939 року виїхав до США, де працював професором зоології в Індіанському університеті в Блумінгтоні. 1950 року повернувся в Канаду, став редактором журналу Journal of the Fisheries Research Board, який видає Тихоокеанська біологічна станція. 1973 року вийшов на пенсію.
Помер 8 вересня 2001. 10 листопада 2002 року прах Білла Рікера поміщено під сосну на вершині гори Бенсон на околицях міста Нанаймо.

## Наукові досягнення
Відомий як один із основоположників науки про рибальство. Найвідомішими та затребуваними його публікаціями цього напряму є стаття 1954 року про запаси та поповнення і Довідник з обчислень для біологічної статистики популяцій риб (англ. Handbook of Computation for Biological Statistics of Fish Populations), вперше опублікований 1958 року. Він розробив рівняння і на його основі модель зростання популяції, які названі відповідно рівнянням та моделлю Рікера. Ця модель дозволяє описувати та аналізувати динаміку популяцій організмів, залежних від періодичної зміни запасів харчових ресурсів.
Був одним із провідних фахівців із систематики веснянок. Описав 108 видів та 46 родів. Для назв таксонів використовував переважно іспанські, індіанські чи російські слова. Розробив класифікацію цього ряду на основі даних про будову геніталій.

## Нагороди
Рікер є володарем 27 медалей та інших нагород, серед яких:
- Медаль Флавеля[en] (1970)
- Золота медаль фахового інституту державної служби Канади (1966)
- Медаль Фрая[en] (1983)
- почесний доктор Манітобського університету
- почесний доктор Університету Далгаузі
- почесний доктор Гуелфського університету
- Орден Канади (1986)

Американське товариство рибалок 1995 року заснувало премію Вільяма Е. Рікера за збереження водних ресурсів. На честь Рікера названо канадське дослідницьке судно.

## Публікації
Опублікував 296 статей та книг, 238 перекладів та 148 наукових чи художніх рукописів.
- Ricker W.E. Systematic studies in Plecoptera. Science Series No. 18. — Bloomington : Indiana University Publications, 1952. — 200 с.
- Ricker W.E. Stock and Recruitment // Journal of the Fisheries Research Board of Canada. — 1954. — . — P. 559–623.
- Ricker W.E. Handbook of Computations for Biological Statistics of Fish Populations. Bulletin of the Fisheries Research Board of Canada 119. — Ontario : Fisheries Research Board of Canada, 1958. — 300 с.
- Ricker W.E. Russian–English Dictionary for Students of Fisheries and Aquatic Biology. Bulletin of the Fisheries Research Board of Canada 183. — Ontario : Fisheries Research Board of Canada, 1973. — 428 с.
- Ricker, W.E. & Ross H.H. Synopsis of the Brachypterinae (Insects, Plecoptera, Taeniopterygidae) // Canadian Journal of Zoology. — 1975. — Vol. 53. — P. 132–153.